# Inez Bölling
Inez Maria Bölling, född Berzelius 17 oktober 1873 i Duvbo, död 29 januari 1961, var en svensk författare och missionär.

## Biografi
Bölling var dotter till domänintendenten i Östergötlands län Jacob Berzelius och Olivia Maria Thalin. 1904 gifte hon sig med missionären Truls Balder Jacob Bölling (död i Kina 1907).
Under tidigt 1900-tal var Bölling tillsammans med sin make missionärer i Kina. Bölling kom hem från Kina 1909, och valdes då in i Svenska Kina-missionens damkommitté. Hon blev samtidigt föreståndare för missionshemmet i Duvbo.
1949 gav hon ut självbiografin En återblick och en minnesteckning i Vetlanda.